# Marele Premiu de la Abu Dhabi
Marele Premiu de la Abu Dhabi este o cursă de Formula 1 ce se desfășoară anual pe Circuitul Yas Marina din Abu Dhabi, Emiratele Arabe Unite. Prima ediție a avut loc în 2009.

## Istoric
Circuitul proiectat de Hermann Tilke este parte a dezvoltării insulei Yas de mai multe miliarde de dolari care include, de asemenea, un port sportiv, parcul tematic Ferrari World, Yas Water World și locul de concerte Du Arena. În insula artificială au fost dezvoltate centre comerciale, terenuri de golf și hoteluri. La sfârșitul anului 2014, organizatorii au convenit asupra unui nou acord pe mai mulți ani pentru a menține Abu Dhabi în calendarul de Formula 1 pentru viitor, deși durata exactă a contractului nu a fost dezvăluită. Circuitul Yas Marina are o capacitate de aproximativ 60 000 de spectatori, iar biletele se vând, deși este cel mai scump din actualul calendar de Formula 1.

## Edițiile Marelui Premiu de la Abu Dhabi
| An   | Pole position    | Cel mai rapid tur | Pilotul câștigător | Constructorul câștigător   | Raport |
| ---- | ---------------- | ----------------- | ------------------ | -------------------------- | ------ |
| 2009 | Lewis Hamilton   | Sebastian Vettel  | Sebastian Vettel   | RBR-Renault                | Raport |
| 2010 | Sebastian Vettel | Lewis Hamilton    | Sebastian Vettel   | RBR-Renault                | Raport |
| 2011 | Sebastian Vettel | Mark Webber       | Lewis Hamilton     | McLaren-Mercedes           | Raport |
| 2012 | Lewis Hamilton   | Sebastian Vettel  | Kimi Räikkönen     | Lotus-Renault              | Raport |
| 2013 | Mark Webber      | Fernando Alonso   | Sebastian Vettel   | Red Bull Racing-Renault    | Raport |
| 2014 | Nico Rosberg     | Daniel Ricciardo  | Lewis Hamilton     | Mercedes                   | Raport |
| 2015 | Nico Rosberg     | Lewis Hamilton    | Nico Rosberg       | Mercedes                   | Raport |
| 2016 | Lewis Hamilton   | Sebastian Vettel  | Lewis Hamilton     | Mercedes                   | Raport |
| 2017 | Valtteri Bottas  | Valtteri Bottas   | Valtteri Bottas    | Mercedes                   | Raport |
| 2018 | Lewis Hamilton   | Sebastian Vettel  | Lewis Hamilton     | Mercedes                   | Raport |
| 2019 | Lewis Hamilton   | Lewis Hamilton    | Lewis Hamilton     | Mercedes                   | Raport |
| 2020 | Max Verstappen   | Daniel Ricciardo  | Max Verstappen     | Red Bull Racing-Honda      | Raport |
| 2021 | Max Verstappen   | Max Verstappen    | Max Verstappen     | Red Bull Racing-Honda      | Raport |
| 2022 | Max Verstappen   | Lando Norris      | Max Verstappen     | Red Bull Racing-RBPT       | Raport |
| 2023 | Max Verstappen   | Max Verstappen    | Max Verstappen     | Red Bull Racing-Honda RBPT | Raport |

## Statistici
Trei piloți au obținut cel puțin câte un hat-trick (pole position, cel mai rapid tur și victorie într-o cursă): Valtteri Bottas în 2017, Lewis Hamilton în 2019 și Max Verstappen în 2021 și 2023.
Piloții și echipele îngroșate concurează în sezonul actual de Formula 1.

### Multipli câștigători
| Victorii | Pilot            | Ani                          |
| -------- | ---------------- | ---------------------------- |
| 5        | Lewis Hamilton   | 2011, 2014, 2016, 2018, 2019 |
| 4        | Max Verstappen   | 2020, 2021, 2022, 2023       |
| 3        | Sebastian Vettel | 2009, 2010, 2013             |

| Victorii | Constructor     | Ani                                      |
| -------- | --------------- | ---------------------------------------- |
| 7        | Red Bull Racing | 2009, 2010, 2013, 2020, 2021, 2022, 2023 |
| 6        | Mercedes        | 2014, 2015, 2016, 2017, 2018, 2019       |

### Multipli deținători depole position
| Pole-uri | Pilot            | Ani                          |
| -------- | ---------------- | ---------------------------- |
| 5        | Lewis Hamilton   | 2009, 2012, 2016, 2018, 2019 |
| 4        | Max Verstappen   | 2020, 2021, 2022, 2023       |
| 2        | Sebastian Vettel | 2010, 2011                   |
| 2        | Nico Rosberg     | 2014, 2015                   |

### Multipli deținători de cel mai rapid tur
| CMRT | Pilot            | Ani                    |
| ---- | ---------------- | ---------------------- |
| 4    | Sebastian Vettel | 2009, 2012, 2016, 2018 |
| 3    | Lewis Hamilton   | 2010, 2015, 2019       |
| 2    | Daniel Ricciardo | 2014, 2020             |
| 2    | Max Verstappen   | 2021, 2023             |